# Sean Lennon
Sean Taro Ono Lennon (japánul: 小野 太郎, Taró Ónó, New York, 1975. október 9.) Grammy-díjas brit-amerikai zenész, dalszerző, producer. John Lennon és Yoko Ono fia, illetve Julian Lennon féltestvére. Karrierje alatt több zenekarban is játszott (Cibo Matto, The Ghost of a Saber Tooth Tiger, The Claypool Lennon Delirium, Plastic Ono Band). Két szóló albumot adott ki: Into the Sun (1998) és Friendly Fire (2006). 

## Élete
1975. október 9-én született a New York-i Weill Cornell Medical Center kórházban. Japán, angol, walesi és ír felmenőkkel rendelkezik. Keresztapja Elton John. Sean Tokióban járt óvodába. Később magántanuló volt az Institut Le Rosey iskolában (Rolle, Svájc), előtte a New York-i Ethical Culture Fieldston Schoolban és a Dalton Schoolban tanult. Három félév erejéig a Columbia Egyetemen tanult és antropológiából diplomázott, majd kilépett az iskolából, hogy a zenére koncentráljon.
Amikor Steve Jobs 1984 októberében Manhattanbe látogatott, részt vett egy bulin, amelyet Ono szervezett Lennon részére. Jobs ekkor átadta Lennonnak az első Macintosh számítógépek egyikét.
Zenei karrierje öt éves korában kezdődött el: ekkor egy történetet mesélt anyja 1981-es Season of Glass című albumán. Ezt követően egyre többet működött közre anyja lemezein; az It's Alright, Starpeace és Onobox című lemezeken fel van tüntetve a neve a közreműködők listájában. Lenny Kravitz "All I Ever Wanted" című dalának társ-szerzője volt 16 éves korában. 1995-ben megalapította az IMA nevű együttest. Filmekben is szerepelt; megjelent az 1988-as Moonwalker című filmben és a Sony Infinite Escher című promóciós jellegű rövidfilmjében is.
Brit és amerikai állampolgársággal rendelkezik.

## Magánélete
2005-ben ismerkedett meg Charlotte Kemp Muhl-lal. Akkor Sean 29 éves volt, míg Charlotte 17. Barátságban álltak, majd szerelmesek lettek. 2008-ban alapították meg a The Ghost of a Saber Tooth Tigert, amelyet ők ketten alkotnak. Több zenei projektjük is van.